# Liberianische Basketballnationalmannschaft
Die liberianische Basketballnationalmannschaft ist die Auswahl liberianischer Basketballspieler, welche die Liberia Basketball Federation auf internationaler Ebene, beispielsweise in Freundschaftsspielen gegen die Auswahlmannschaften anderer nationaler Verbände, aber auch bei internationalen Wettbewerben repräsentiert. Größter Erfolg war der neunte Platz bei der Afrikameisterschaft 1983. 
1964 trat der nationale Verband dem Weltverband Fédération Internationale de Basketball (FIBA) bei. Im Juni 2014 wurde die Mannschaft auf dem 85. Platz in der Weltrangliste der Männer geführt.

## Internationale Wettbewerbe

### Liberia bei Weltmeisterschaften
Die Mannschaft konnte sich bisher nicht für eine Weltmeisterschaft qualifizieren.

### Liberia bei Olympischen Spielen
Bisher gelang es der Mannschaft nicht, sich für die olympischen Basketballwettbewerbe zu qualifizieren.

### Liberia bei Afrikameisterschaften
Die Mannschaft kann bisher zwei Teilnahmen an der Afrikameisterschaft vorweisen:
| - 1962: nicht qualifiziert - 1964: nicht qualifiziert - 1965: nicht qualifiziert - 1968: nicht qualifiziert - 1970: nicht qualifiziert - 1972: nicht qualifiziert - 1974: nicht qualifiziert - 1975: nicht qualifiziert - 1978: nicht qualifiziert - 1980: nicht qualifiziert - 1981: nicht qualifiziert - 1983: 9. Platz - 1985: nicht qualifiziert - 1987: nicht qualifiziert - 1989: nicht qualifiziert - 1992: nicht qualifiziert | - 1993: nicht qualifiziert - 1995: nicht qualifiziert - 1997: nicht qualifiziert - 1999: nicht qualifiziert - 2001: nicht qualifiziert - 2003: nicht qualifiziert - 2005: nicht qualifiziert - 2007: 16. Platz - 2009: nicht qualifiziert - 2011: nicht qualifiziert - 2013: nicht qualifiziert - 2015: nicht qualifiziert - / 2017: nicht qualifiziert - 2021: nicht qualifiziert |

### Liberia bei den Afrikaspielen
Die Basketballnationalmannschaft Liberias nahm bisher einmal an den Wettbewerben der Afrikaspiele teil. Bei den Wettbewerben 2007 kam die Mannschaft unter elf Teilnehmern auf den letzten Platz.